# Robert Arnott Wilson
Robert Arnott Wilson (* 22. Februar 1958) ist ein britischer Mathematiker, der sich mit endlichen Gruppen und ihren Darstellungen befasst, insbesondere sporadischen einfachen Gruppen und der Monstergruppe.
Er wurde 1983 an der Universität Cambridge bei John Horton Conway promoviert (Maximal Subgroups of some finite simple groups).  Wilson war Professor an der University of Birmingham und ist Professor am Queen Mary College der Universität London.

## Schriften
- mit John Horton Conway, Robert Turner Curtis, Simon Phillips Norton, Richard A. Parker: Atlas of finite groups: maximal subgroups and ordinary characters for simple groups. Oxford University Press 1985
- Herausgeber mit Robert Curtis: The Atlas of Finite Groups: ten years on, Cambridge University Press 1998
- mit Christopher Jansen, Klaus Lux, Richard Parker: An Atlas of Brauer Characters, Oxford University Press 1995
- The finite simple groups, Graduate Texts in Mathematics, Springer Verlag 2009